# اوان (بلژیک)
شهر اوان (به فرانسوی: Awans) در شهرستان لیئژ در استان لیئژ در منطقه فدرال والوون در کشور بلژیک واقع شده‌است.

## نگارخانه

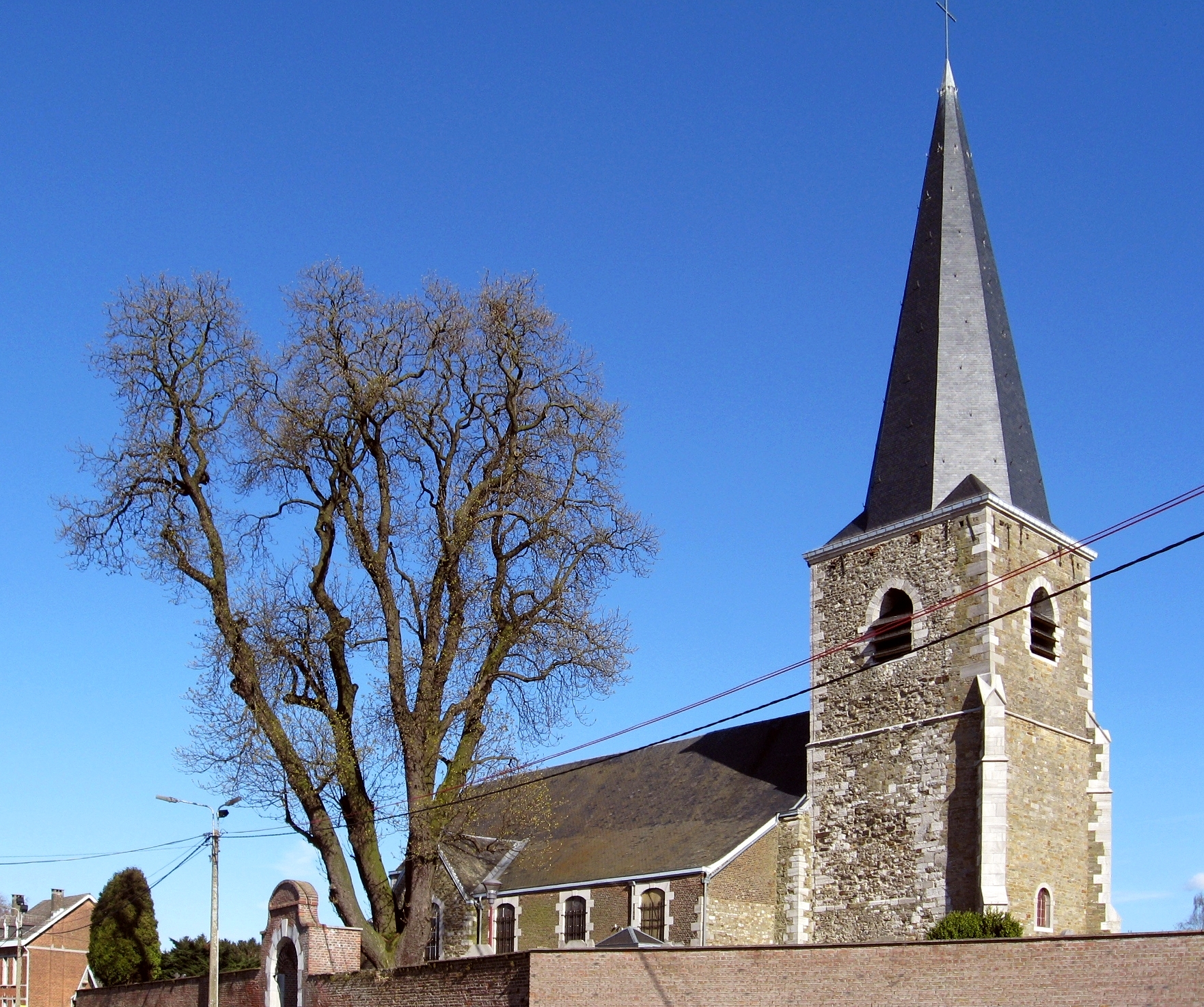
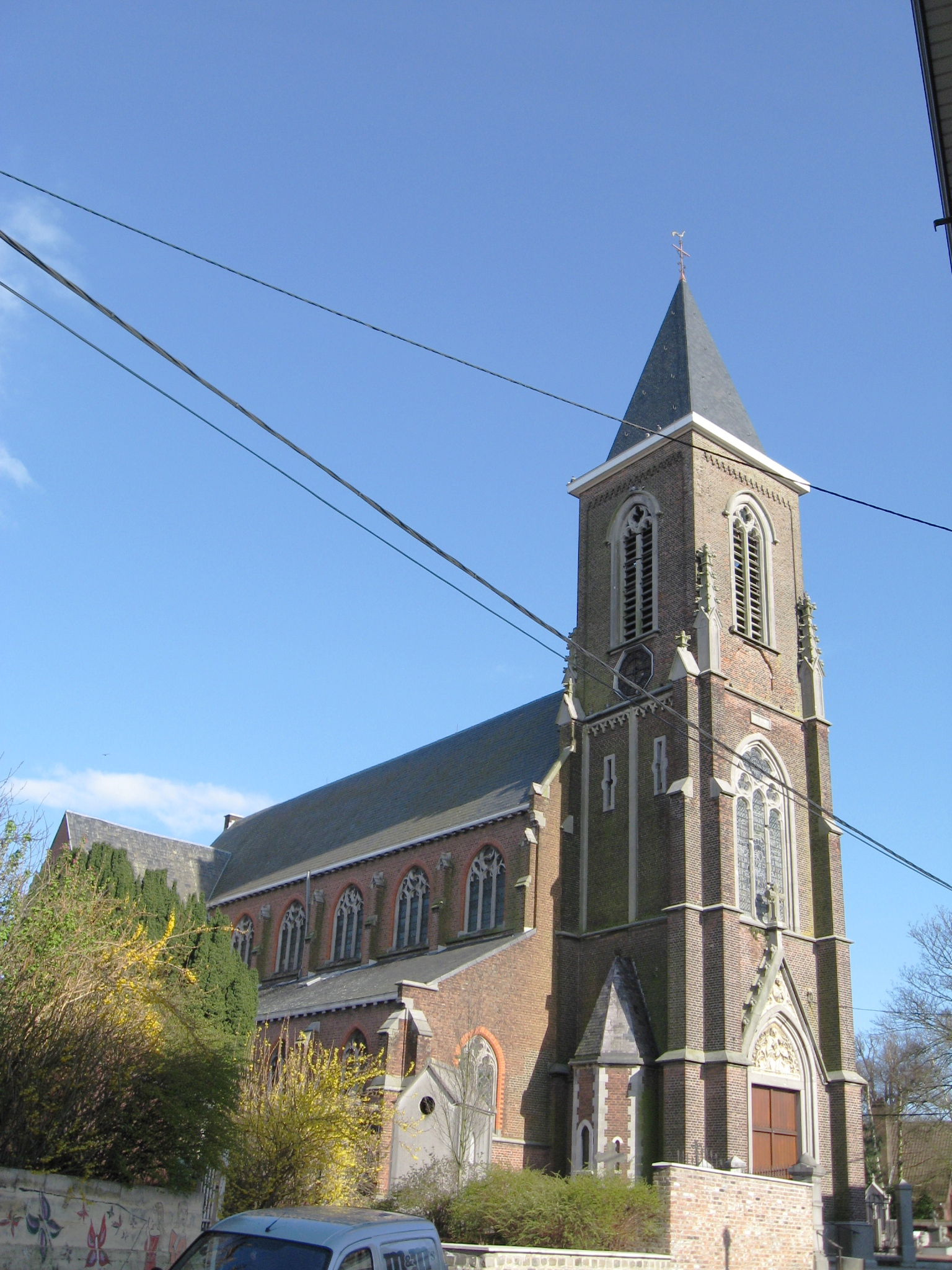
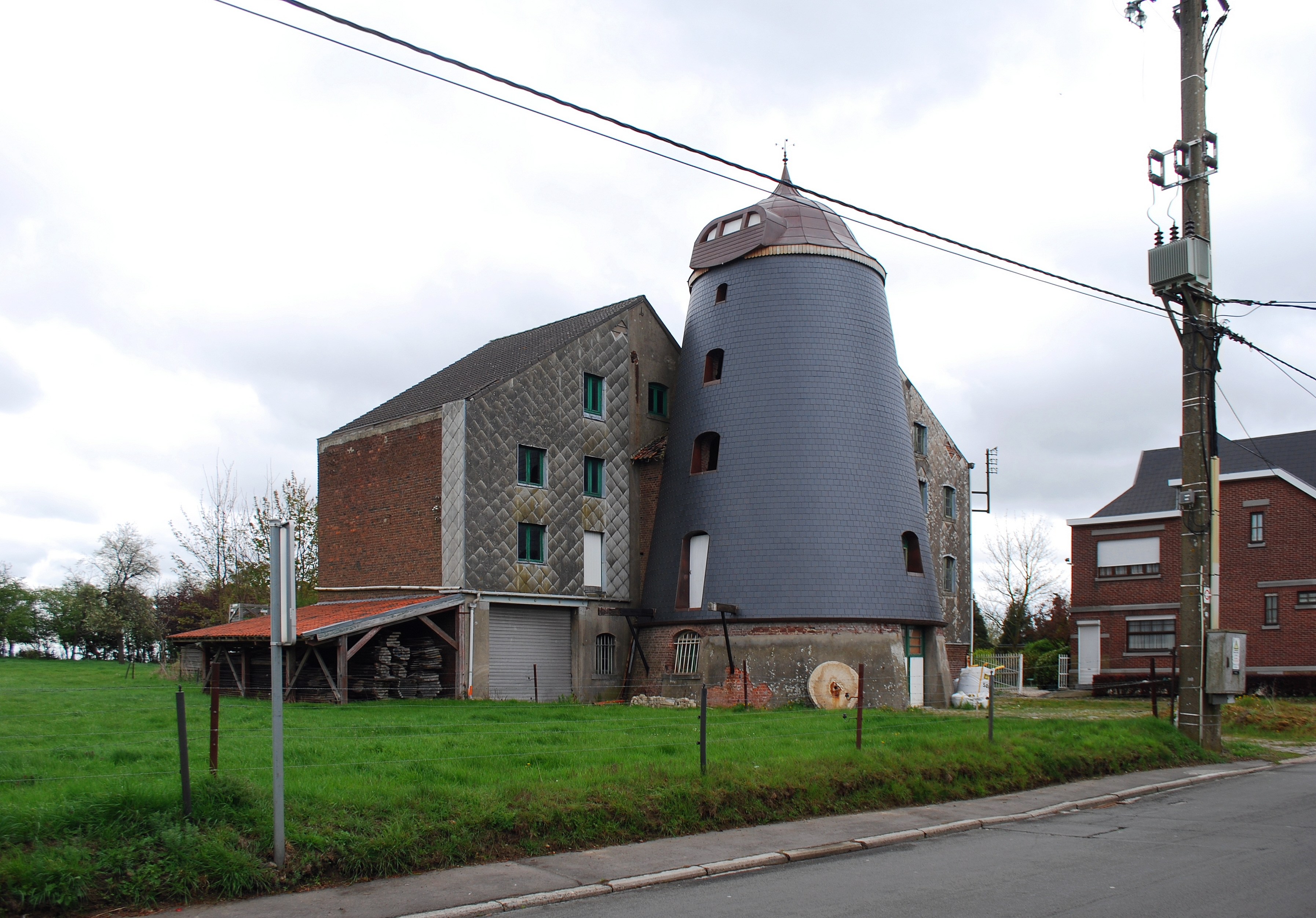